# Johan Gerets
Johan Gerets (Rekem, 5 januari 1982) is een Belgische oud-voetballer. Hij doorliep de jeugdreeksen van onder andere Racing Genk en Club Brugge. Hij speelde als centrale verdediger voor verschillende clubs. Gerets' vader is voormalig international Eric Gerets.
Gerets speelde enkele seizoenen in het buitenland, in de Nederlandse eerste divisie bij MVV. In België speelde hij één seizoen op het hoogste niveau, met FCV Dender EH, in 2007-2008. Hij kwam dat seizoen 21 keer in actie.